# Armando de Souza Corrêa
Armando de Souza Corrêa, ou simplesmente Armando Corrêa, (Belém, 18 de junho de 1909 – Rio de Janeiro, 1º de novembro de 1998) foi um advogado e político brasileiro, outrora deputado federal pelo Pará.

## Dados biográficos
Filho de Antônio Souza Corrêa e Perpedigna Farias Corrêa. Advogado formado pela Universidade Federal do Pará em 1931, especializou-se em Direito Penal. Atuou ainda como promotor de justiça entre Belém e o interior do estado, exercendo depois os cargos de assistente judiciário, curador de menores, secretário da Corregedoria do Estado, delegado auxiliar, chefe de polícia interino e procurador-geral da Fazenda Municipal de Belém.
Durante o primeiro governo Moura Carvalho foi secretário de Justiça e secretário-geral do estado, substituindo o titular do executivo estadual em algumas ocasiões. Eleito deputado federal via PSD em 1950, 1954, 1958 e 1962, ingressou na ARENA em apoio ao Regime Militar de 1964, sendo reeleito também em 1966. No pleito seguinte figurou na quinta suplência e meses depois encerrou sua vida pública ao final do mandato.